# Catacombe van Thrason
De Catacombe van Thrason of Thrason-catacombe (Italiaans: Catacomba di Trasone) is een van de catacombecomplexen in de Italiaanse stad Rome. De catacombe ligt nabij de Via Salaria met de kruising met de Via Yser, in de wijk Parioli.

## Toponiem
De naam van de catacombe is, zoals de meeste Romeinse catacomben, afgeleid van de naam van de eigenaar of oprichter van het ondergrondse begraafplaatscomplex: Trasone was een rijk Romeins burger, die leefde in de tijd van keizer Diocletianus (284-305). Hij bekeerde zich tot het christendom en werd genoemd in de passio van de heilige Susanna. In oude bronnen wordt de catacombe ook wel Coemeterium Thrasonis ad s. Saturninum genoemd, ter nagedachtenis aan de belangrijkste martelaar die er begraven ligt. De resten van de basiliek waren aan het einde van de zestiende eeuw nog bovengronds zichtbaar.

## Situering
De catacombe bevindt zich aan de linkerkant van de oude Via Salaria nova, tegenwoordig op de kruising met de Via Yser: ze is toegankelijk via een mangat. Ze is ontstaan uit een zandsteengroeve die is omgevormd tot een begraafplaats: uit deze steengroeve ontwikkelden zich galerijen op vijf verdiepingen en het is een van de diepste catacomben van Rome. Het strekt zich bijna volledig uit onder de huidige Villa Grazioli en het bijbehorende park, terwijl een lucernarium zichtbaar is op de binnenplaats van het Koninklijk Paleis van Villa Ada.

## Geschiedenis
De catacombe stamt uit de derde eeuw. Bovengronds werd een basiliek gebouwd gewijd aan de heilige Saturnino, waarvan het bestaan wordt bevestigd door het Liber pontificalis in de biografie van paus Felix IV (526-530), waarin wordt vermeld dat de paus deze vanaf de fundamenten heeft herbouwd. Andere restauraties werden uitgevoerd onder paus Hadrianus I (772-795) en paus Gregorius IV (827-844). De itinerariums, in het bijzonder de Notitia ecclesiarum urbis Romae (het Salzburg-itinerarium genoemd omdat het werd ontdekt in een Salzburg-codex, nu bewaard in de Nationale Bibliotheek van Wenen), spreken ook over het bestaan van een ondergrondse basiliek, gewijd aan de martelaren Chrysanthus en Daria.
In de moderne tijd was Antonio Bosio de eerste die de Catacombe van Thrason ontdekte en binnendrong aan het einde van de zestiende eeuw. In de overblijfselen van de basiliek van San Saturnino (in zijn tijd Santa Citronina genoemd) ontdekte hij de doorgang, nu verdwenen, die naar de ondergrondse galerijen leidde. Dezelfde ontdekkingen werden in 1629 gedaan door Torrigio. Zoals de meeste Romeinse catacomben, werd deze catacombe in de 17e-18e eeuw verwoest door de zogenaamde corpisantari, relikwiezoekers die ondergrondse begraafplaatsen binnendrongen om alles mee te nemen wat ze maar konden. In de vorige eeuw werden vanaf 1966 opgravingen en studies naar de catacombe verricht.

## Martelaren van Thrason
De beroemdste heilige begraven in de Catacombe van Thrason, en die er ook zijn naam aan heeft gegeven, is de heilige Saturnino van Carthago. De Depositio martyrum herinnert op 29 november aan de begrafenis van de martelaar op de begraafplaats aan de Via Salaria: III kal. dec. Saturnini in Trasonis. Saturninus kwam oorspronkelijk uit Carthago, werd tijdens de vervolging van keizer Decius (249-251) naar Rome verbannen en stierf tijdens de vervolging op bevel van Valerianus in 257-258.
De De locis sanctis martyrum quae sunt foris civitatis Romae (een andere itinerarium voor pelgrims uit het einde van de 7e eeuw) meldt het nieuws dat 72 martelaren werden begraven op de begraafplaats van Thrason. Ten slotte vermeldt het Martyrologium Hieronymianum de begrafenis in Thrason van de heiligen Crisante en Daria op 12 augustus. Van al deze heiligen is nog geen archeologisch spoor gevonden in de catacombe.

## Beschrijving
Vanaf de huidige toegang gaat men naar het eerste niveau van de catacombe; het tweede niveau komt overeen met de oude zandsteengroeve, van waaruit men afdaalt naar de lagere niveaus. Van bijzonder belang zijn twee fresco's, die de datering van de oorsprong van het funeraire complex mogelijk maken. De ene beeldt de bijbelse episode uit van Mozes die op de rots slaat om het water eruit te laten stromen. De andere toont twee scènes uit het boek Jona. Deze fresco's, geplaatst op de vierde verdieping, kunnen worden gedateerd op het einde van de derde eeuw of het begin van de vierde eeuw. Verder is er op het tweede niveau, onder de vele gevonden opschriften, er een, gewijd aan Severa, die teruggaat tot 269 na Christus.